# HMS Hercule (1798)
HMS Hercule (Корабль Его Величества «Эркюль») — 74-пушечный линейный корабль третьего ранга. Второй корабль Королевского флота,
названный HMS Hercule, в честь в честь греко-римского мифологического героя Геркулеса. Первоначально был французским судном типа Temeraire, но во время своего первого плавания был захвачен британским 74-пушечным кораблём Mars. Впоследствии корабль вошёл в состав Королевского флота, сохранив своё первоначальное название. Он продолжал службу до 1810 года, приняв участие во многих сражениях Наполеоновских войн.

## Французская служба
Во время своего первого плавания, 21 апреля 1798 года, всего через 24 часа после выхода из порта, он был обнаружен британской
эскадрой под командованием адмирала лорда Бридпорта. В погоню за ним были направлены 74-пушечные Mars и Ramillies и 38-пушечный фрегат Jason. Hercule попытался уйти от преследования, но из-за неблагоприятного ветра он был вынужден стать на якорь, дав англичанам шанс атаковать его в ближнем бою. В 21:15 Mars в районе мыса Пуэнт-дю-Ра настиг Hercule и вступил с ним в близкий бой. Ожесточённая перестрелка продолжалась больше часа, оба судна были серьёзно повреждены и понесли тяжёлые потери. Однако экипаж Mars поддерживал более высокий темп стрельбы, а потому потери со стороны французов были больше и капитан Hercule решил попытаться взять британский корабль на абордаж. Французы предприняли две попытки абордажа, но оба раза были вынуждены отступить с тяжёлыми потерями. В конце концов в 22:30 Hercule спустил флаг. Потери на его борту составили 290 человек убитыми и ранеными, потери Mars были меньше — 31 человек погиб и 60 было ранено, среди погибших был и капитан Александр Худ. Сражение между Mars и Hercule стало редким примером боя, в котором сошлись корабли равные как по размерам, так и по числу экипажа и весу бортового залпа.

## Британская служба
Корабль был принят в состав Королевского флота сохранив своё первоначальное название. В апреле 1801 года он был отправлен в док Плимута для ремонта. Полностью отремонтированный и обшитый медью он док 27 июля. Он был введён в эксплуатацию 1 августа под командованием капитана Люка и его нижние мачты были получены в тот же день. К 28 августа экипаж закончил установку новых орудий и к 30 августа он был полностью оснащён. Экипаж корабля был укомплектован к октябрю переводом с небольших военных кораблей, и он, наконец, отплыл чтобы присоединиться к флоту в Торбее 4 ноября.

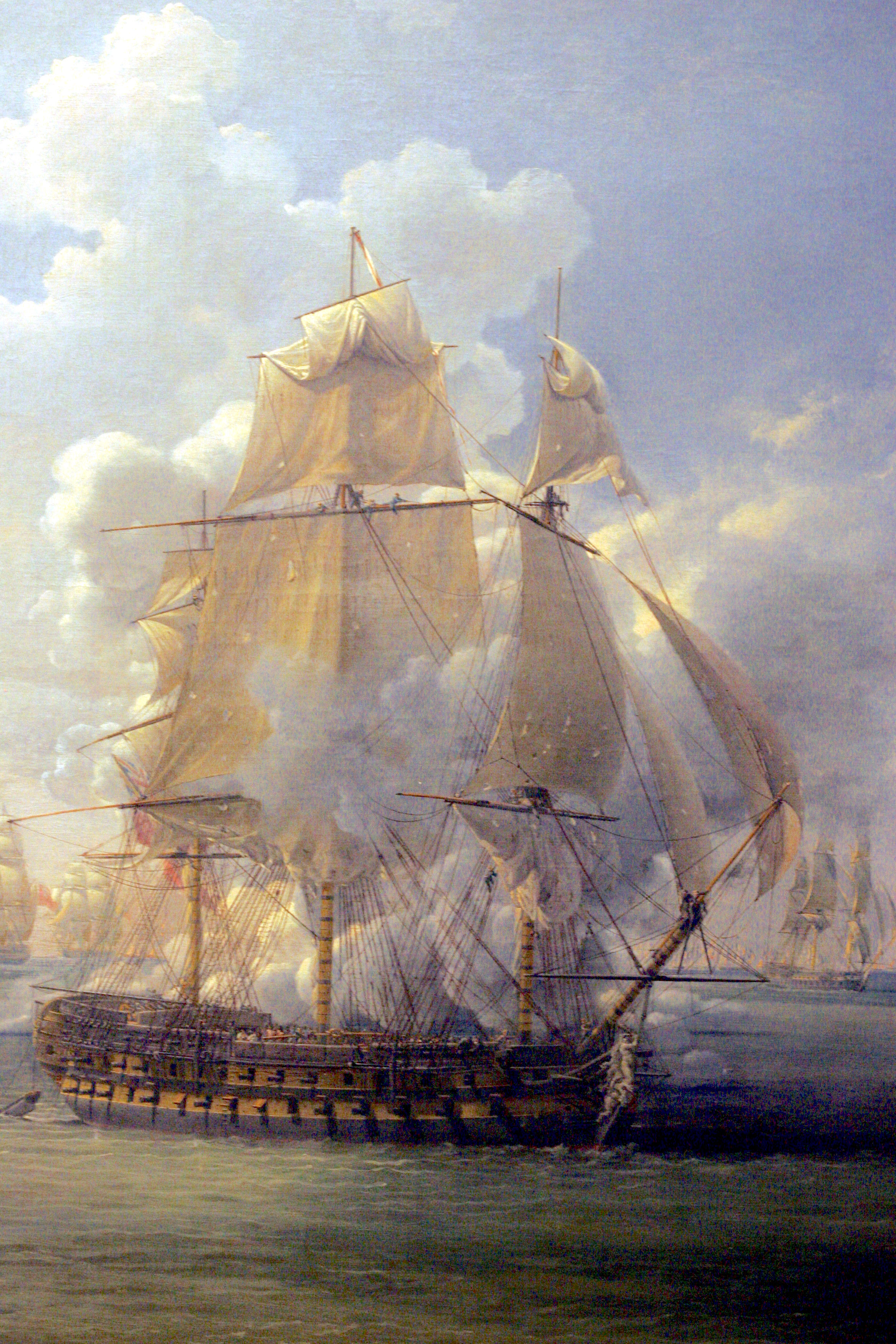
Бой с Poursuivante

В июне-декабре 1803 года Hercule, под командованием временно исполняющего обязанности капитана коммандера Джона Хиллза,
принимал участие в блокаде Сан-Доминго. 28 июня британская эскадра, состоящая из трёх 74-пушечных кораблей (Cumberland, Goliath и Hercule) патрулировали море в районе Моль-Сен-Никола, когда на горизонте были замечены два паруса. Это были два французских судна, тяжёлый 24-фунтовый 44-пушечный фрегат Poursuivante и 16-пушечный корвет Mignonne, идущие к берегам Франции. Goliath устремился в погоню за корветом и вскоре нагнал его, после чего дав по нему несколько выстрелов заставил Mignonne спустить флаг. Hercule устремился в погоню за фрегатом, вскоре нагнал его и начал обстреливать, но фрегат, благодаря меньшей осадке, смог уйти от погони через мелководье. В перестрелке с Poursuivante несколько членов экипажа Hercule получили ранения, а у корабля были серьёзно повреждены паруса и такелаж, поэтому Хиллз был вынужден отвести корабль на Ямайку для ремонта. Его противник потерял шесть человек убитыми и 15 ранеными, его корпус, мачты и рангоут сильно пострадали. Хотя он и смог вернуться во Францию, но больше в море не выходил.
В октябре 1803 года эскадра под командованием капитана Генри Уильяма Бойнтона, состоящая из Cumberland, Hercule, Bellerophon, Elephant и Vanguard захватила две французских каперских шхуны Poisson Volant и Superieure. Обе шхуны впоследствии были приняты в состав Королевского флота.
Hercule продолжал блокаду Кап-Аитьен до ноября 1803 года, когда командующий французским гарнизоном Донасьен де Рошамбо, попросил коммодора Джона Лоринга, руководившего блокадой, позволить ему эвакуировать своих людей, которые оказались в осаде армии рабов во главе с Жан-Жаком Дессалином. Французам разрешили эвакуироваться на трёх фрегатах, Surveillante, Clorinde и Vertu, а также на нескольких более мелких судах, которые в сопровождении британской эскадры были доставлены на Ямайку. Во время эвакуации французов произошёл один заметный эпизод. Французский фрегат Clorinde выходя из гавани Кап-Аитьен был выброшен на скалы у форта Сент-Иосифа. Все попытки снять его не увенчались успехом и британцы уже хотели бросить корабль, на котором помимо 200 членов экипажа находились ещё 700 солдат, на произвол судьбы. Однако лейтенант Нисбет Уиллоуби с Hercule, чья шлюпка тоже принимала участие в попытках помочь фрегату, понимал, что если французы с фрегата попадут в руки восставших гаитян то их наверняка ждёт смерть. Тогда он пошёл на хитрость. Он прибыл к терпящему бедствие фрегату и потребовал чтобы его капитан сдал фрегат и поднял британский флаг. Когда тот выполнил требование, лейтенант Уиллоуби отправился к гаитянам и попросил у них встречи с Дессалином. Он сообщил ему, что выброшенный на берег фрегат британский, а так как гаитяне считали британцев своими союзниками, то он попросил у Дессалина помощи в спасении корабля. Тот выделил людей, которые помогли британцам снять повреждённый фрегат и он в итоге благополучно прибыл к Ямайке.
В декабре 1803 года капитану Джону Блаю с 74-пушечного Theseus вместе с небольшой эскадрой, состоящей из Hercule, двух 36-пушечных фрегатов (Blanche и Pique) и 10-пушечной шхуны Gipsy, было поручено организовать атаку на Кюрасао. Эскадра прибыла к острову 31 января 1804 года, и так как губернатор острова отказался сдаться, начала высадку на берег. отряд из 605 матросов и офицеров собрался на борту Hercule и после обстрела кораблями эскадры береговых батарей высадился на берег. Военная операция продолжалась до 4 марта, британцам удалось захватить два форта и отбыть несколько нападений, но так как к голландам прибыло подкрепление, а среди британских войск началась эпидемия дизентерии, Блай принял решение отступить. В этой операции британцы потеряли 18 человек убитыми и 42 ранеными.
14 марта баркас с Hercule, под командованием лейтенанта Уиллоуби, с двумя другими шлюпками под командованием лейтенантов
Рассела и Траверса, захватили французский капер Félicité который отплыл из Сан-Доминго, чтобы перехватить два ценных торговых судна. Баркас, с установленной на нём 18-фунтовой карронадой, подошёл к каперу на расстояние выстрела и открыл по нему огонь картечью. После нескольких выстрелов противник сдался не дожидаясь абордажа. В этой операции были тяжело ранены мичман и
двое матросов, которые находились в баркасе.
26 июля 1807 года Hercule в составе флота из 38 судов отплыл к Копенгагену. В составе эскадры адмирала Джеймса Гамбье принял участие в осаде и бомбардировке Копенгагена, завершившего капитуляцией города и передачей всего датского флота англичанам.
Hercule продолжал службу до 1810 года, после чего было принято решение отправить корабль на слом.